# Massagesalon der jungen Mädchen
Massagesalon der jungen Mädchen (auch bekannt als Therapie D’Amour – Massagesalon der jungen Mädchen) ist ein deutscher Erotikfilm aus dem Jahr 1972.

## Handlung
Ein Reporter, der für eine internationale Nachrichtenagentur arbeitet, muss alle Münchner Massagesalons besuchen, um einen Bericht über Massagesalons zu schreiben. Er möchte den Aufenthaltsort von Sonja (einer persönlichen Masseurin, mit der er vollkommene Glückseligkeit erlebt hat) finden. Schließlich erreicht er sein Ziel.

## Kritik
„Einer der vielen unsäglichen Report-Filme der 70er Jahre. Eine Illustrierte beauftragt ihren schicken Star-Reporter mit einer Story über Massagesalons; ausgerechnet in der Starmasseuse erkennt er seine große Liebe wieder. Am Ende steht eine geschmacklos heruntergekurbelte Sexorgie.“